# If You Were Still Around
«If You Were Still Around» es una canción del compositor y músico galés John Cale. Fue escrita por el músico junto a Sam Shepard y publicada originalmente en el álbum de 1982 Music for a New Society. El 27 de octubre de 2004, un año después del fallecimiento de Lou Reed, compañero del grupo The Velvet Underground, Cale publicó una nueva versión de la canción. La nueva versión contó con un video musical dirigido por Abigail Portner. Al comienzo del video, Cale está tumbado en el suelo en posición fetal después de ver fotos de Reed y de otros músicos fallecidos.